# 让-艾蒂安·瓦希耶·尚皮奥内

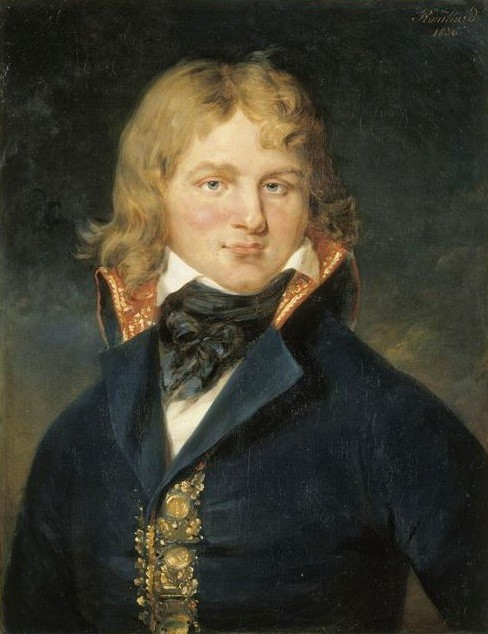
让-艾蒂安·瓦希耶·尚皮奥内

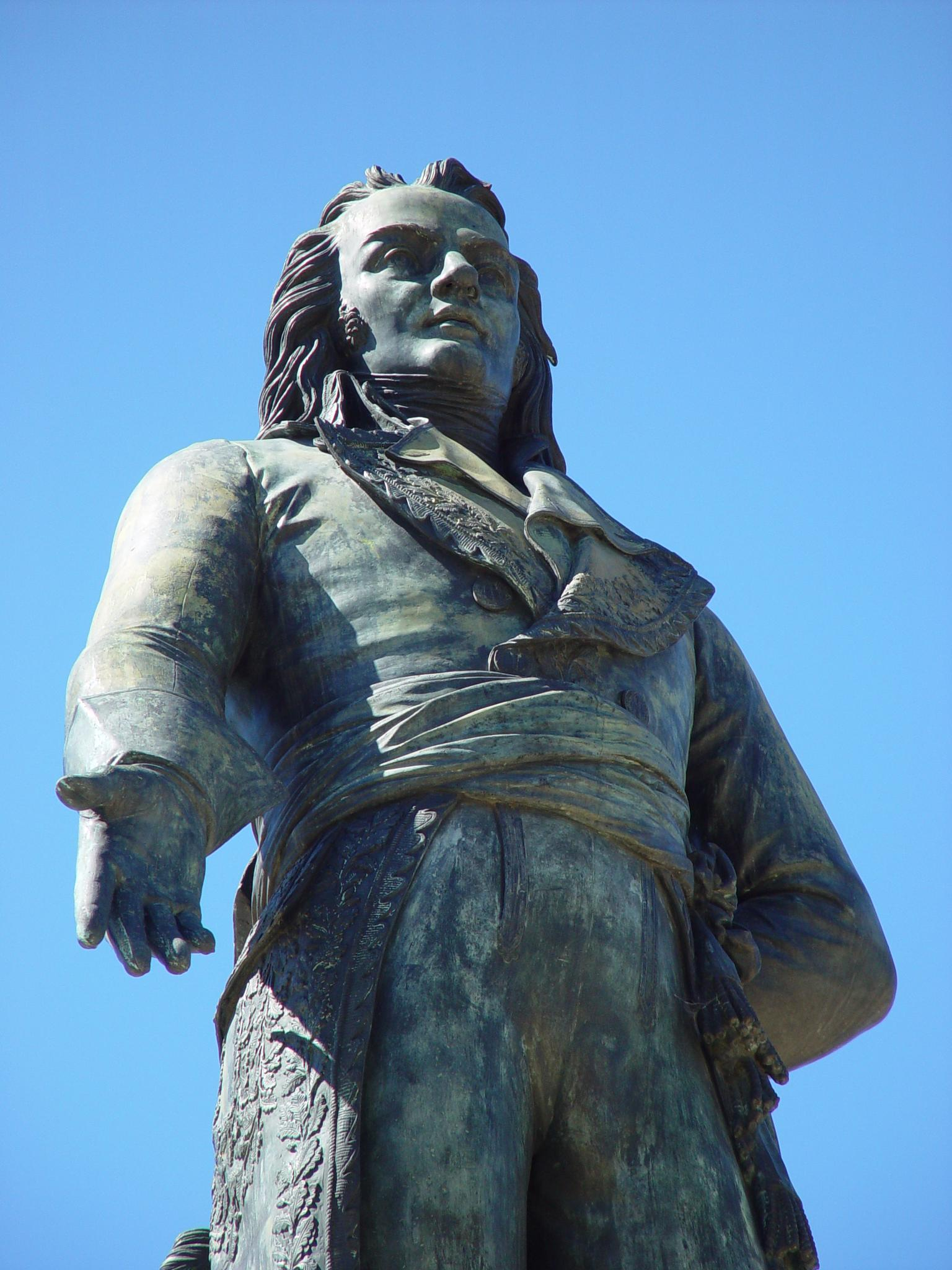
瓦朗斯马尔斯营地内的尚皮奥内塑像

让-艾蒂安·瓦希耶·尚皮奥内（法語：Jean-Étienne Vachier Championnet，法語發音：[ʒɑ̃ etjɛn vaʃje ʃɑ̃pjɔnɛ]；1762年4月13日—1800年1月9日），法国将军，在早期应征加入军队，曾参加直布罗陀包围战。
尚皮奥内出生于德龍省阿利克桑，母亲玛德莱娜·科利翁（Madeleine Collion），由于不知生父身份，便自称尚皮奥内。他的军事生涯开始于皇家军队，曾参加1782年的直布罗陀围城战。1789年他成为瓦朗斯国民警卫队的一名掷弹兵，不到一年后擢升为中尉。法国大革命爆发时，他参加革命运动，1792年9月他被选拔为德龙省的第六志愿军营部中校，不久之后他的部队与摩泽尔军团会合，在让-夏尔·皮舍格吕将军的莱茵军团中担任旅长。1794年2月他升为准将，3月他取代亚历山大·卡米耶·塔波尼耶将军（Alexandre Camille Taponier）指挥雅克·莫里斯·阿特里将军（Jacques Maurice Hatry）麾下左翼的一个师，6月晋升为少将，参加了弗勒吕斯战役，在他的顽强的战斗下，让-巴普蒂斯·儒尔当将军最终取得胜利。
1797年1月底尚皮奥内出任摩泽尔军团临时司令官，之后统率军团右翼，5月担任第4师师长，12月他转任美因兹军团第3师师长，1798年成为英格兰军团右翼的指定司令官。1798年10月被任命为罗马軍團总司令，以替换洛朗·古维翁-圣西尔，但直到11月才得到指挥权。他保护初生的罗马共和国，抵抗那不勒斯法院和英国舰队。
1799年尚皮奥内被迫率军撤出罗马，展示了自己的灵巧谋略。他几乎没费时间就赢得奇维塔卡斯泰拉纳战役并重新进入罗马，然后占领卡普阿和那不勒斯。在战领那不勒斯后，他被任命为那不勒斯军团总司令，由于他嗜好抢劫和没有遏制他军队的暴行，引起当地平民的极大反抗，在2月时他辞去职务，3月遭到拘捕。他受到不服从政府命令和染指那不勒斯公款的指控，但这有可能是他包括麦克唐纳将军在内的敌人们对他采取的政治行动。7月份特别军事法庭宣布针对他的指控被判不成立。随后他出任阿尔卑斯军团总司令。
1799年8月15日儒贝尔在诺维阵亡，尚皮奥内成为意大利方面军司令，在9月接管军团左翼。他率军占领苏萨（Susa），抵达热那亚后从莫罗手中接过军队指挥权。11月他在杰诺拉失利，12月时他感到自己病入膏肓，于是在30日辞去指挥权。随着瘟病席卷军队，他自己也在第二年1月9日死于昂蒂布。他是如此穷困潦倒，以至于无钱安葬。他的部下们只得共同集资，给他举办了一场朴素的葬礼。1848年在瓦朗斯为赞扬他的榮譽塑了一尊他的雕像。

## 延伸阅读
- ARC de St Albin, Championnet, ou les Campagnes de Hollande, de Rome et de Naples (Paris, 1860).